# Tylko dla prawdziwych
Tylko dla prawdziwych – trzeci album studyjny polskiego zespołu hip-hopowego NON Koneksja. Wydawnictwo ukazało się 13 lipca 2013 roku nakładem wytwórni muzycznej Proper Records. Album został w całości wyprodukowany przez Kriso. Wśród gości na płycie znaleźli się m.in.: kFARTet, Kamil Budziński i Marcin Lićwinko.
Album dotarł do 36. miejsca polskiej listy przebojów - OLiS.

## Lista utworów
Opracowano na podstawie materiału źródłowego.
1. "Biegnę" (produkcja: Kriso) - 4:07
2. "Nikt nie wierzy we mnie" (gościnnie: Kamil Budziński, produkcja: Kriso) - 3:10
3. "Ostatnia melodia kresów" (gościnnie: Marcin Lićwinko, produkcja: Kriso) - 4:03
4. "Święta Śmierć" (produkcja: Kriso) - 3:52
5. "Karma" (gościnnie: kFARTet, produkcja: Kriso) - 3:54
6. "Popatrz jak" (produkcja: Kriso) - 3:30
7. "Seryjny samobójca" (produkcja: Kriso) - 3:58
8. "Bagnet na broń" (gościnnie: Sobiepan, produkcja: Kriso) - 3:33
9. "Tego dnia" (gościnnie: Gotti, produkcja: Kriso) - 4:37
10. "Niezależni od nikogo" (gościnnie: kFARTet, produkcja: Kriso) - 3:45
11. "Uliczny sport" (produkcja: Kriso) - 3:44
12. "Kim chciałbyś być" (produkcja: Kriso) - 2:50
13. "Anioł stróż" (produkcja: Kriso) - 3:22
14. "Asfalt" (produkcja: Kriso) - 4:11
15. "Za kurtyną (gościnnie: Dobo, Nizioł, produkcja: Kriso) - 3:39